# Périgord central
Le Périgord central est une région naturelle de France située en Nouvelle-Aquitaine, au centre du département de la Dordogne. Elle correspond à la région située autour de Périgueux et très partiellement à la région touristique du Périgord blanc.

## Géographie

### Situation

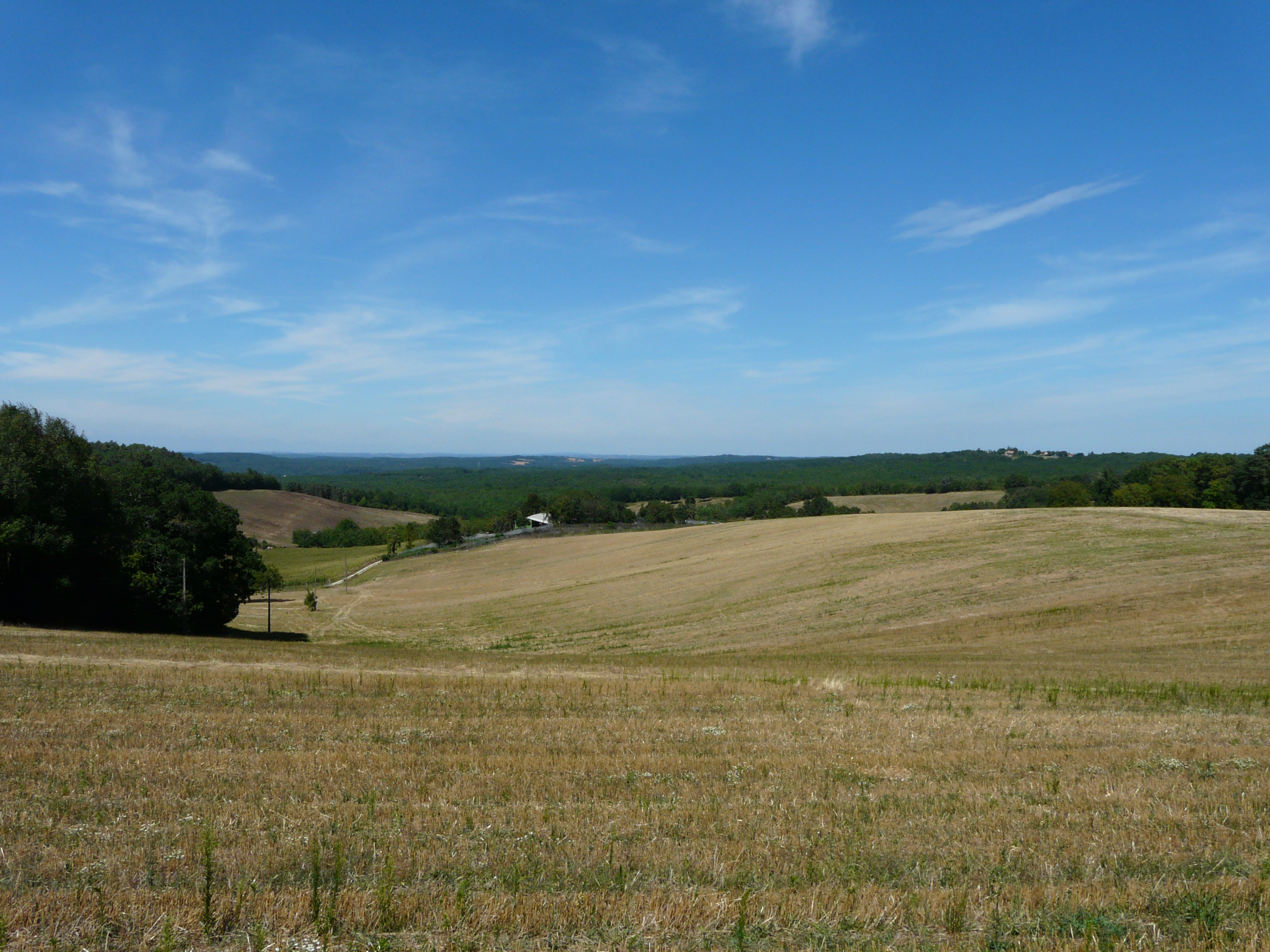
Le Périgord central en limite des communes de Blis-et-Born et Montagnac-d'Auberoche.

Le Périgord central est situé au centre du département de la Dordogne. Il est entouré au nord par le Nontronnais à l'est par le bassin de Brive, au sud par le Périgord noir et le Bergeracois et à l'ouest par le  Landais, la Double et le Ribéracois.
Au sud du Périgord central se trouve le Vernois (ou Pays de Vergt) ; il  correspond à la haute vallée du Vern. Toujours au sud, mais plus à l’est, le ruisseau Manoire puis le village du  Lardin-Saint-Lazare constituent la limite avec le Périgord noir. À l’est, on trouve le Pays d’Hautefort  et le Pays d’Ans ; après le village de Coubjours commence le bassin de Brive. Au nord, la limite avec le Nontronnais est moins précise ; elle se situe au niveau des villages d'Excideuil, Corgnac-sur-l'Isle, Saint-Jean-de-Côle et Saint-Front-la-Rivière. La Dronne marque la limite ouest du pays.

### Distinction entre Périgord central et Périgord blanc
Il semble que la notion de Périgord central soit moins utilisée de nos jours. Le conseil départemental de la Dordogne promeut  aujourd’hui la région touristique du Périgord blanc. Celle-ci couvre seulement la région de Périgueux, le pays de Vergt et la vallée de l’Isle jusqu’à Montpon-Ménestérol situés en Double et en Landais. Les deux régions sont donc différentes.

### Topographie
Le pays se présente comme un grand ensemble de collines calcaires séparées par les vallées de l'Isle, de la Beauronne, de la Loue et du Vern. Les prairies alternent avec les bois de châtaigniers, de chênes ou de pins.

## Lieux et monuments
- Abbaye Notre-Dame de Chancelade
- Abbaye Saint-Pierre-ès-Liens
- Château du Lieu-Dieu
- Château d'Ajat
- Château de Badefols-d'Ans
- Château des Bories
- Château de Caussade
- Château de La Chapelle-Faucher
- Château d'Essendiéras
- Château d'Excideuil
- Château de Rognac
- Prieuré de Merlande (commune de La Chapelle-Gonaguet)